# Куртович, Аманда
Ама́нда Куртович (хорв. Amanda Kurtović; род. 25 июля 1991, Карлскруна, Швеция) — норвежская гандболистка хорватско-шведского происхождения, олимпийская чемпионка 2012 года, двукратная чемпионка мира, чемпионка Европы среди юниоров.

## Клубная карьера
На клубном уровне главных успехов в карьере Куртович добилась в составе многократного чемпиона Норвегии клубе «Ларвик». Также на счету Аманды есть ряд титулов в составе датского «Виборга».

## Карьера в сборной
На молодёжном уровне главного успеха Куртович добилась в 2009 году, став чемпионкой Европы, при этом она вошла в символическую сборную турнира. Во взрослой сборной Аманда дебютировала 26 марта 2011 года. Первым крупным турниром для Куртович стал чемпионат мира в Бразилии. Аманда выходила на площадку во всех встречах турнира, забив в них 20 голов. В финальном матче Куртович провела на площадке почти 30 минут, реализовав 4 броска из 5, что помогло сборной Норвегии одержать победу над француженками 32:24 и стать чемпионками мира.
Летом 2012 года Аманда была включена в состав сборной Норвегии для участия в летних Олимпийских играх 2012 года в Лондоне. На турнире норвежская гандболистка редко выходила на площадку, лишь изредка проводя на ней более 20 минут. За 7 матчей Куртович забила всего 7 голов, выполнив 11 бросков по воротам. В финале Аманда провела на площадке всего 13:48, не отметившись при этом результативными действиями. По итогам матча норвежские гандболистки одержали победу над сборной Черногории 26:23, защитив тем самым чемпионский титул, завоёванный в 2008 году.
В следующий раз на крупном международном турнире Аманда появилась только в 2015 году на мировом первенстве в Дании. По итогам 9-ти встреч Куртович показала 6-е время в своей сборной по количеству времени, проведённому на площадку. По итогам чемпионата сборная Норвегии с Куртович в составе уверенно завоевала первое место.
В составе сборной Куртович провела 61 матч, в которых забила 151 гол.

## Личная жизнь
- Отец — Маринко Куртович — хорватский тренер по гандболу. Мать — шведка. Брат — Вильям Куртович, футболист, выступал за молодёжную сборную Швеции.